# Lilas ir Innomine
Lilas ir Innomine è stato un duo musicale lituano formatosi nel 2009 e scioltosi nel 2020. È stato costituito dai rapper Konstantinas Kiveris e Rolandas Venckys.

## Storia del gruppo
Fondatosi a Vilnius, sono saliti al grande pubblico con l'uscita del primo album in studio Išgama (2015), che ha totalizzato oltre tre anni nella Albumų Top 100.
I dischi Tu - naktis (2015) e Leisk man šlykštėtis (2018) sono riusciti entrambi a collocarsi nella top ten della graduatoria nazionale, rimanendo nella top 100 per rispettivamente 411 e 273 settimane. Il primo è così diventato quello in lituano più longevo nella storia della classifica, nonché il primo a trascorrere almeno 400 settimane al suo interno.
Grazie al quinto album in studio Viskas, uscito nel 2019, hanno conquistato la loro prima numero uno nella Albumų Top 100, risultando il disco più consumato a livello nazionale per sei settimane non consecutive. Inoltre, tutte le tracce presenti nel disco hanno esordito nella Singlų Top 100.
Nell'ambito dei Muzikos asociacijos metų apdovanojimai, il principale riconoscimento musicale della Lituania, hanno vinto tre volte e hanno ottenuto diverse candidature. Nei primi mesi del 2025 hanno ricevuto un disco di platino sia per l'LP Leisk man šlykštėtis che per Viskas, e il disco di diamante (equivalente a 6 000 unità) per Tu - naktis.

## Discografia

### Album in studio
- 2015 – Išgama
- 2015 – Pop
- 2015 – Tu - naktis
- 2018 – Leisk man šlykštėtis
- 2019 – Viskas

### Album dal vivo
- 2021 – Lilas ir Innomine 2009-2020

### Raccolte
- 2014 – Pop/Išgama

### Singoli
- 2016 – Tu privalai skambėt
- 2019 – Kai tu žengi gūžiasi Vilnius